# Charles Meyer

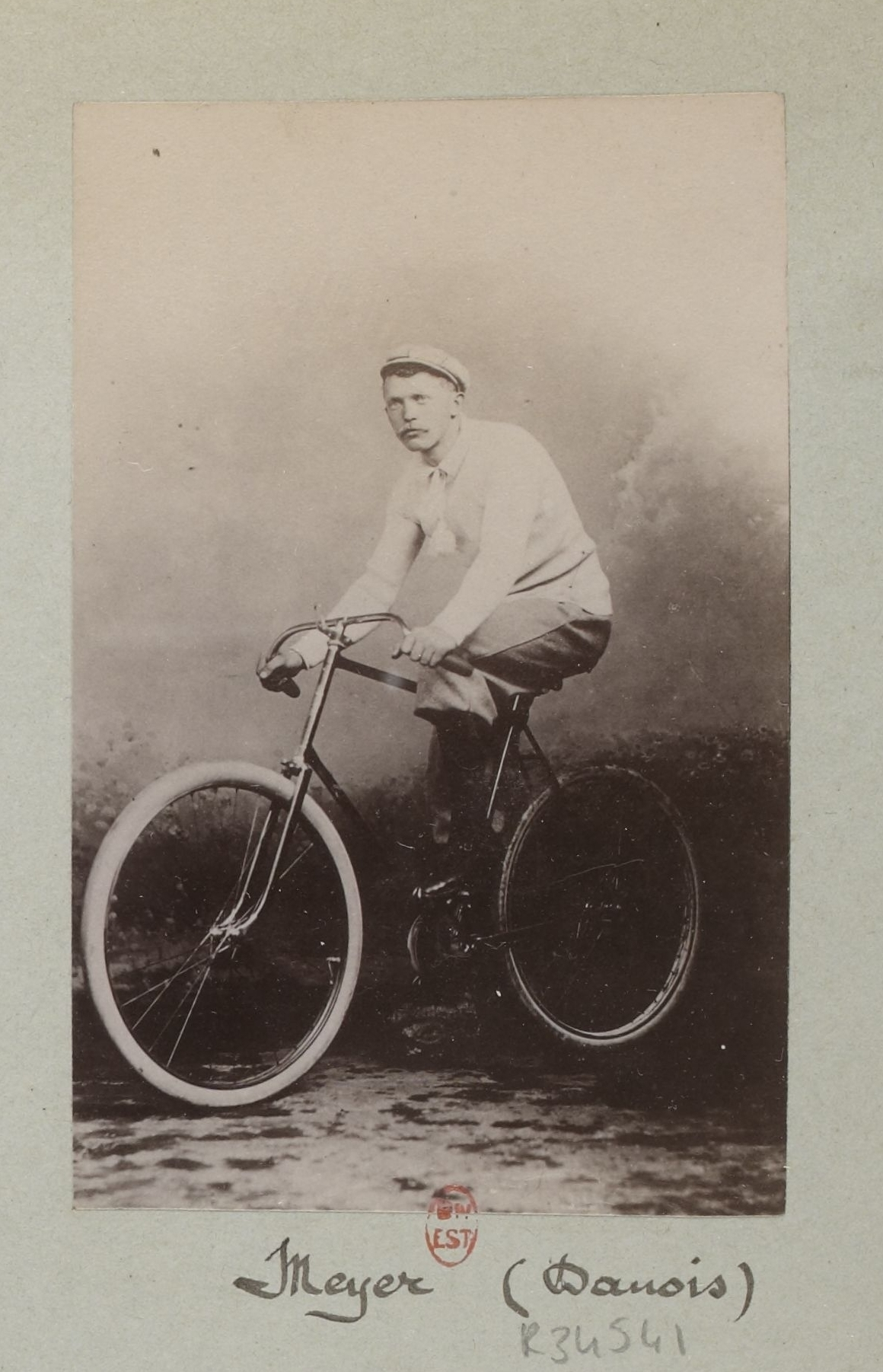
Imagem do ciclista dinamarquês Chaes Meyer.

Charles Meyer foi um ciclista profissional dinamarquês que correu entre os anos 1892 e 1898. Nasceu em Flensburg (Dinamarca), 16 de março de 1868 e morreu em Dieppe (França), a 31 de janeiro de 1931, aos 62 anos de idade.
Durante a sua etapa como ciclista conseguiu três vitórias.

## Palmarés
- 1893
- Paris-Trouville

- 1895
- Bordéus-Paris
- Paris-Royan